# Kluž
Kluž (rumunsky  Cluj-Napoca, dříve česky Kološvár,  maďarsky Kolozsvár, německy Klausenburg, ukrajinsky Клуж-Напока) je město v rumunském Sedmihradsku. Leží v župě Cluj a zároveň je jejím správním střediskem. Ve městě žije přibližně 287 tisíc a je tak druhým největším městem v Rumunsku.

## Charakter města
Jde o kulturní centrum celého Sedmihradska, nacházejí se zde vysoké školy, univerzita (1919) a výzkumné ústavy. Nalézá se zde také mnoho průmyslových závodů z vícero odvětví (vyrábí se zde porcelán, obuv a pivo Ursus). Stále zde žije početná maďarská menšina.

## Dějiny

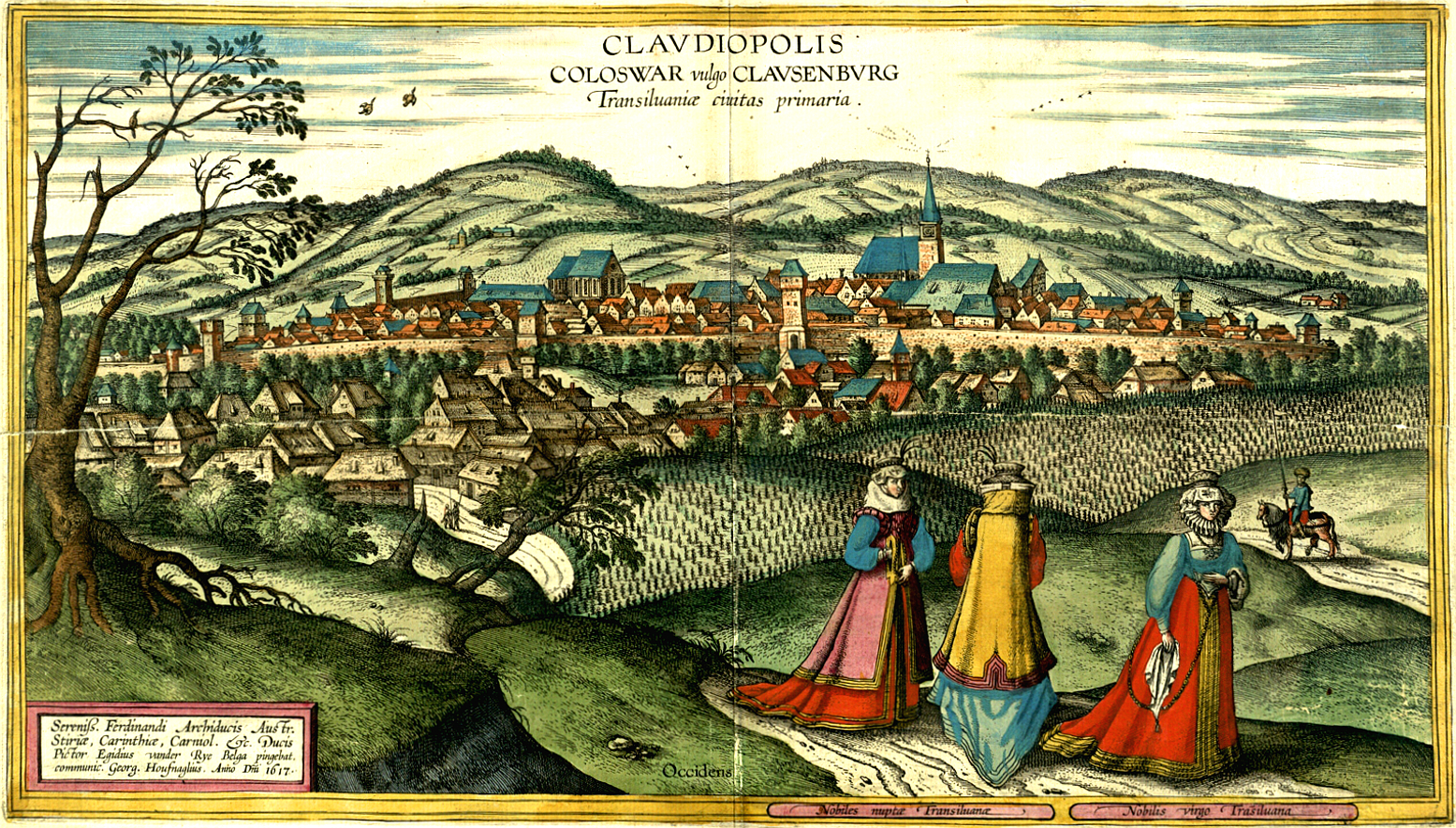
Kluž v roce 1617, veduta Jorise Hoefnagela

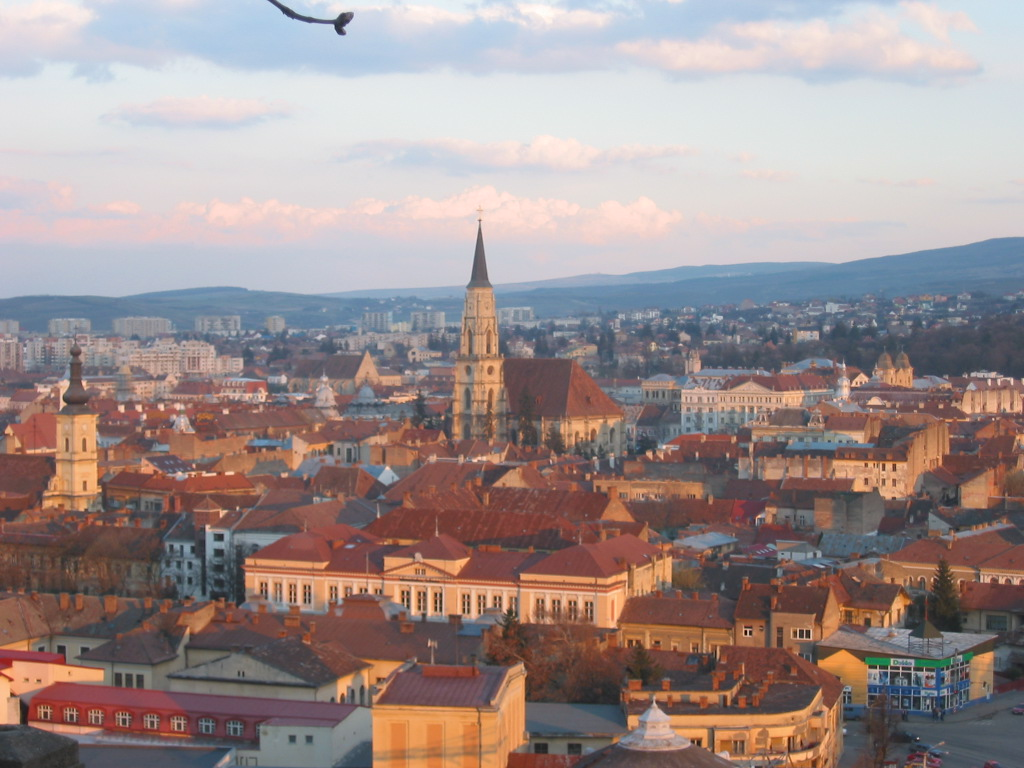
Historické centrum města s římskokatolickým kostelem sv. Mikuláše

Ve starověku zde existovalo dácké sídliště Napoca, které  obsadili Římané za císaře Trajána v letech 101 až 106, vybudovali v něm vojenský tábor při řece Malý Someš (Someșul Mic).  Správním sídlem římské provincie Dacia se sídlo stalo za císaře Hadriána v letech 117 až 137 n. l., kdy bylo nazváno Claudiopolis a získalo městská práva (status municipium). V roce 250 je vyplenili Germáni a Karpové, po nich následovaly invaze Gótů a Skytů.
K novému rozmachu došlo od 13. století bylo ustaveno správním střediskem uherské župy. Roku 1270 získalo město od uherského krále Štěpána V. městská práva, následkem toho se začalo prudce rozrůstat; od roku 1272 sem přicházeli němečtí kolonizátoři a řemeslníci, ti původní latinský název přeložili na Klausenburg. Roku 1443 se zde narodil Matyáš Korvín. Historické centrum města s chrámem sv. Mikuláše a radnicí bylo opevněno hradbami. Roku 1550 ve městě zvítězila náboženská reformace, v čele stáli luteráni vedení Gásparem Heltou, a kalvinisté. Proti nim Štěpán Báthory roku 1581 založil jezuitskou kolej s akademií, která byl nejstarší univerzitou severního Rumunska. Samostatnost Transylvánie a obrana proti osmanským Turkům pod vládou knížete Michala Chrabrého trvala ve spojenectví s Habsburky až do jeho zavraždění roku 1601. 
Mezi lety 1790 a 1848 a znovu pak 1861–1867 byla Kluž hlavním městem velkoknížectví Sedmihradska; dodnes zůstala jeho kulturním centrem. V rámci habsburské monarchie do roku 1918 město patřilo Uhersku, od té doby samostatnému Rumunsku. Za druhé světové války bylo obsazeno horthyovským Maďarskem, stejně jako jižní část Slovenska. Od roku 1947 patří opět pod Rumunsko.
V roce 1974 byl rumunský název města Cluj rozšířen na Cluj-Napoca, tento název se však mimo oficiální kontext (mapy, úřední dokumenty...) téměř nepoužívá.

## Památky
- Františkánský kostel ze 13. století s klášterem (dnes hudební škola)
- Rodný dům Matyáše Korvína (15. století)
- Evangelický kostel z doby kolem roku 1500 s klenbami parléřovského typu
- Gotický kostel sv. Michala. Patří k nejvýznamnějším stavbám svého druhu v Sedmihradsku. Jeho stavba probíhala ve dvou etapách: nejdříve, do roku 1390, byl vybudován gotický presbytář a po něm v letech 1442–1447 prostorné síňové trojlodí, uzavřené hvězdicovými síťovými klenbami. Pozoruhodný je už jeho exteriér, zejména vstupní portál se sochou archanděla Michaela, a ohromující je dojem z chrámového interiéru. I tam najdeme cenná jednotlivá umělecká díla, například barokní oltářní obraz Klanění Tří králů od vídeňského malíře F. A. Maulbertsche.[2]

## Obyvatelstvo

### Etnické složení
Obyvatelstvo města se skládá z těchto národností:
- Rumuni – 252,433 (79,4 %)
- Maďaři – 60,287 (19 %)
- Romové (0,23 %)
- ostatní (0,39 %)

### Vývoj počtu obyvatel
- 60 808 – 1912
- 100 844 – 1930
- 117 915 – 1948
- 154 723 – 1956
- 185 663 – 1966
- 262 858 – 1977
- 328 602 – 1992
- 318 027 – 2002

## Sport
Ve městě sídlí fotbalové kluby CFR Kluž a Universitatea Kluž, které hrají v nejvyšší rumunské fotbalové lize. 

## Rodáci
- Matyáš Korvín (1443–1490), uherský a chorvatský král
- Štěpán Bočkaj (1557–1606), sedmihradský kníže
- Ádám Bodor (* 1936), maďarský spisovatel
- Florin Piersic (* 1936), rumunský herec
- Olga Szabóová-Orbánová (1938–2022), rumunská sportovní šermířka[3]
- Kinga Gálová (* 1970), maďarská právnička a politička[4]

## Partnerská města
- Athény, Řecko
- Beer Ševa, Izrael
- Cervia, Itálie
- Columbia, Spojené státy americké
- Čeng-čou, Čína
- Dijon, Francie
- Chacao-Caracas, Venezuela
- Kolín nad Rýnem, Německo
- Korçë, Albánie
- Makati, Filipíny
- Nantes, Francie
- Pécs, Maďarsko
- Rockford, Spojené státy americké
- São Paulo, Brazílie
- Suwon, Jižní Korea
- Vichy, Francie
- Záhřeb, Chorvatsko